# Cambridge University Press
Cambridge University Press je akademska izdavačka kuća iz Ujedinjenog Kraljevstva. Nakladnički je ogranak Svečilišta u Cambridgeu. Iako nije iz SAD, član je Američkog udruženja sveučilišnih nakladnika.

## Povijest
Korijeni sežu u 1534. godinu., kad je engleski kralj Henrik VIII. patentom odobrio rad. Najstarija je svjetska izdavačka kuća i druga po veličini sveučilišna nakladnička kuća poslije Oxford University Pressa.
Misija ove kuće je proslijediti dalje misiju sveučilišta širenjem znanja u potrazi za obrazovanjem, učenjem i istraživanjem na najvišoj međunarodnoj razini izvrsnosti.."
Cambridge University Press je akademski i prosvjetni izdavač. Prodaje diljem svijeta, urede ima u više od 40 država, objavljuje više od 50.000 naslova koje su napisali autori iz više od 100 zemalja. Nakladnički rad obuhvaća akademske časopise, monografije, referentna djela, udžbenike te izdanja za podučavanje i učenje engleskog jezika. Cambridge University Press je milodarno poduzeće koje dio svog godišnjeg prihoda prosljeđuje natrag sveučilištu. 
Najviše objavljuje naslova iz područja humanističkih znanosti, društvenih znanosti, medicine, inženjerstva, tehnologije, podučavanja i učenja engleskog jezika i prosvjetna izdanja.

## Ostalo
Cambridge University Press ima svoj nogometni klub, engleskog niželigaša Cambridge University Press FC, osnovanog 1893. godine.

## Vanjske poveznice
- Povijest Cambridge University Pressa
- Službene stranice Cambridge University Pressa
- Biblije Cambridge University Pressa
- Časopisi Cambridge University Pressa  Arhivirana inačica izvorne stranice od 13. listopada 2008. (Wayback Machine)
- Cambridge University Press na Facebooku
- Cambridge University Press na Twitteru